# Ісак Арвідссон
Ісак Арвідссон (швед. Isak Arvidsson; нар. 6 серпня 1992) — колишній шведський тенісист.
Найвищу одиночну позицію світового рейтингу — 489 місце досяг 17 листопада 2014, парну — 183 місце — 30 січня 2017 року.
Завершив кар'єру 2017 року.

## Фінали ф'ючерсів і челленджерів

### Одиночний розряд: 6 (4–2)
| Легенда             |
| ------------------- |
| Челленджери 0 (0–0) |
| Ф'ючерс 6 (4–2)     |

| Результат | В-П | Дата     | Турнір                       | Рівень  | Покриття   | Суперник          | Рахунок       |
| --------- | --- | -------- | ---------------------------- | ------- | ---------- | ----------------- | ------------- |
| Перемога  | 1–0 | Вер 2012 | Дандерюд, Швеція F5          | Ф'ючерс | Тверде (i) | Тімо Ніємінен     | 7–6(8–6), 6–3 |
| Поразка   | 1–1 | Лют 2014 | Палм-Кост, США F4            | Ф'ючерс | Ґрунт      | Джанні Міна       | 2–6, 0–6      |
| Перемога  | 2–1 | Бер 2014 | Шрусбері, Велика Британія F6 | Ф'ючерс | Тверде (i) | Мікке Контінен    | 6–3, 7–5      |
| Поразка   | 2–2 | Чер 2014 | Шіофок, Угорщина F3          | Ф'ючерс | Ґрунт      | Патрік Русенгольм | 5–7, 6–3, 5–7 |
| Перемога  | 3–2 | Бер 2015 | Рамат-га-Шарон, Ізраїль F3   | Ф'ючерс | Тверде     | Ноам Окун         | 4–6, 6–3, 6–4 |
| Перемога  | 4–2 | Тра 2016 | Бостад, Швеція F3            | Ф'ючерс | Ґрунт      | Фред Сімондссон   | 6–2, 6–0      |

### Парний розряд: 32 (25–7)
| Легенда              |
| -------------------- |
| ATP Челленджер (2–0) |
| ITF Ф'ючерс (23–7)   |

| Результат | В-П  | Дата     | Турнір                         | Рівень     | Покриття   | Партнер              | Суперники                              | Рахунок               |
| --------- | ---- | -------- | ------------------------------ | ---------- | ---------- | -------------------- | -------------------------------------- | --------------------- |
| Перемога  | 1–0  | Чер 2013 | Марокко F2, Касабланка         | Ф'ючерс    | Ґрунт      | Мікке Контінен       | Маркус Ерікссон Мілош Секулич          | 7–5, 3–6, [10–7]      |
| Перемога  | 2–0  | Чер 2013 | Марокко F3, Мохаммедія         | Ф'ючерс    | Ґрунт      | Мікке Контінен       | Яссін Ідмбарек Мехді Джді              | 7–67–3, 6–3           |
| Перемога  | 3–0  | Лип 2013 | Данія F1, Коллінг              | Ф'ючерс    | Ґрунт      | Мілош Секулич        | Філіп Берґеві Фред Сімондссон          | 6–2, 7–5              |
| Поразка   | 3–1  | Лип 2013 | Данія F2, Орхус                | Ф'ючерс    | Ґрунт      | Мілош Секулич        | Есбен Гесс-Олесен Ойстейн Стайру       | 0–6, 1–6              |
| Перемога  | 4–1  | Сер 2013 | Данія F3, Копенгаген           | Ф'ючерс    | Ґрунт      | Мілош Секулич        | Патрік Русенгольм Даві Сум             | 6–4, 1–6, [10–8]      |
| Перемога  | 5–1  | Вер 2013 | Швеція F5, Дандерюд (комуна)   | Ф'ючерс    | Тверде     | Мікке Контінен       | Ерік Хвойка Лукас Ренард               | 7–5, 6–2              |
| Поразка   | 5–2  | Лют 2014 | Велика Британія F6, Шрусбері   | Ф'ючерс    | Тверде (i) | Мікке Контінен       | Люк Бембрідж Тобі Мартін               | 3–6, 4–6              |
| Перемога  | 6–2  | Бер 2014 | Франція F6, Пуатьє             | Ф'ючерс    | Тверде     | Маркус Ерікссон      | Нільс Десайн Яннік Мертенс             | w/o                   |
| Перемога  | 7–2  | Тра 2014 | Швеція F2, Бостад              | Ф'ючерс    | Ґрунт      | Маркус Ерікссон      | Якоб Адактуссон Робін Олін             | 6–2, 4–6, [10–6]      |
| Перемога  | 8–2  | Тра 2014 | Швеція F3, Бостад              | Ф'ючерс    | Ґрунт      | Маркус Ерікссон      | Тімі Ківіярві Генрік Сілланпяя         | 6–4, 6–2              |
| Перемога  | 9–2  | Чер 2014 | Угорщина F1, Будапешт          | Ф'ючерс    | Ґрунт      | Робін Олін           | Ріккардо Майґа Генрік Сілланпяя        | 6–4, 2–6, [10–6]      |
| Поразка   | 9–3  | Чер 2014 | Угорщина F2, Шіофок            | Ф'ючерс    | Ґрунт      | Робін Олін           | Кирило Дмитрієв Дмитро Попко           | 2–6, 6–4, [13–15]     |
| Перемога  | 10–3 | Сер 2014 | Данія F2, Copenhagen           | Ф'ючерс    | Ґрунт      | Томас Кроманн        | Сандер Арендс Нілс Лотсма              | 7–5, 7–67–2           |
| Поразка   | 10–4 | Жов 2014 | Швеція F6, Єнчепінг            | Ф'ючерс    | Тверде (i) | Маркус Ерікссон      | Девід О'Гейр Джо Солсбері              | 6–7(8–10), 6–7(3–7)   |
| Перемога  | 11–4 | Січ 2015 | Велика Британія F1, Шеффілд    | Ф'ючерс    | Тверде (i) | Мікке Контінен       | Люк Бембрідж Ендрю Беттлз              | 6–4, 5–7, [10–6]      |
| Поразка   | 11–5 | Січ 2015 | Велика Британія F2, Сандерленд | Ф'ючерс    | Тверде (i) | Мікке Контінен       | Льюїс Бартон Маркус Вілліс             | 3–6, 2–6              |
| Перемога  | 12–5 | Чер 2015 | Хорватія F13, Бол              | Ф'ючерс    | Ґрунт      | Крістіан Самуельссон | Марин Брадарич Томіслав Драганя        | 6–7(1–7), 6–3, [10–5] |
| Перемога  | 13–5 | Чер 2015 | Австрія F2, Зеефельд-ін-Тіроль | Ф'ючерс    | Ґрунт      | Данієль Віндаль      | Едуарду Дішингер Каю Сілва             | 2–6, 7–5, [10–4]      |
| Поразка   | 13–6 | Лип 2015 | Словаччина F3, П'єштяни        | Ф'ючерс    | Ґрунт      | Габор Боршош         | Філіп Горанський Ігор Зеленай          | 4–6, 6–1, [13–15]     |
| Перемога  | 14–6 | Січ 2016 | США F4, Санрайз                | Ф'ючерс    | Ґрунт      | Утіда Каїті          | Петер Надь Денис Шаповалов             | 6–4, 6–4              |
| Поразка   | 14–7 | Січ 2016 | США F5, Вестон                 | Ф'ючерс    | Ґрунт      | Утіда Каїті          | Джуніор Александер Ор Гантер Ріс       | 6–7(4–7), 6–3, [8–10] |
| Перемога  | 15–7 | Бер 2016 | Єнчепінг Challenger, Швеція    | Челленджер | Тверде     | Фред Сімондссон      | Маркус Ерікссон Мілош Секулич          | 6–3, 3–6, [10–6]      |
| Перемога  | 16–7 | Бер 2016 | Греція F1, Іракліон            | Ф'ючерс    | Тверде     | Фред Сімондссон      | Максим Дубаренко Маркус Ерікссон       | 6–1, 7–6(7–3)         |
| Перемога  | 17–7 | Тра 2016 | Швеція F1, Карлскруна          | Ф'ючерс    | Ґрунт      | Фред Сімондссон      | Марк Дейкгейзен Колін ван Бем          | w/o                   |
| Перемога  | 18–7 | Тра 2016 | Швеція F3, Бостад              | Ф'ючерс    | Ґрунт      | Ґеорґе фон Массов    | Маркус Ерікссон Мілош Секулич          | 6–0, 6–1              |
| Перемога  | 19–7 | Лип 2016 | Båstad Challenger, Швеція      | Челленджер | Ґрунт      | Фред Сімондссон      | Юган Брунстрем Андреас Сільєстрем      | 6–3, 7–5              |
| Перемога  | 20–7 | Жов 2016 | Швеція F5, Фалун               | Ф'ючерс    | Тверде     | Фред Сімондссон      | Маркус Ерікссон Мілош Секулич          | 7–6(7–1), 4–6, [11–9] |
| Перемога  | 21–7 | Січ 2017 | Німеччина F1, Швібердінген     | Ф'ючерс    | Килим      | Патрік Русенгольм    | Євген Карловський Ярослав Шило         | 7–6(7–5), 3–6, [10–8] |
| Перемога  | 22–7 | Бер 2017 | Канада F2, Шербрук             | Ф'ючерс    | Тверде (i) | Фредерік Нільсен     | Мікеліс Лібієтіс Юго Нис               | 6–0, 6–4              |
| Перемога  | 23–7 | Кві 2017 | Туреччина F14, Анталія         | Ф'ючерс    | Ґрунт      | Анил Юксел           | Хуан Карлос Саес Володимир Ужиловський | 6–4, 6–0              |
| Перемога  | 24–7 | Кві 2017 | Туреччина F15, Анталія         | Ф'ючерс    | Ґрунт      | Педру Сакамото       | Сарп Агабіґюн Алтуг Челікбілек         | 6–3, 6–3              |
| Перемога  | 25–7 | Тра 2017 | Швеція F2, Бостад              | Ф'ючерс    | Ґрунт      | Фред Сімондссон      | Фред Жіл Маріо Вілелья Мартінес        | 6–3, 3–6, [10–8]      |

## Кубок Девіса

### Участі: (2–11)
| Участь у матчах груп |
| -------------------- |
| Світова група (0–0)  |
| WG play-off (0–0)    |
| Група I (1–10)       |
| Група II (1–1)       |
| Група III (0–0)      |
| Група IV (0–0)       |

| Матчів за покриттям |
| ------------------- |
| Тверде (2–8)        |
| Ґрунт (0–3)         |
| Трава (0–0)         |
| Килим (0–0)         |

| Матчів за розрядом     |
| ---------------------- |
| Одиночний розряд (2–8) |
| Парний розряд (0–3)    |

- ▲ ▼ позначає результат матчу на Кубок Девіса, після чого вказано дату, місце проведення і тип покриття тенісного корту.

| Rubber outcome | Ранг                                                                                                   | Rubber                                                                                                 | Тип матчу (партнер, якщо є)                                                                            | Країна-суперниця                                                                                       | Гравець(вці)-суперник(и)                                                                               | Рахунок                                                                                                |
| ▼2–3; 5–7 квітня 2013; Megaron Tennis Club, Дніпро, Україна; друге коло зони Європа/Африка; тверде (з)                      | ▼2–3; 5–7 квітня 2013; Megaron Tennis Club, Дніпро, Україна; друге коло зони Європа/Африка; тверде (з) | ▼2–3; 5–7 квітня 2013; Megaron Tennis Club, Дніпро, Україна; друге коло зони Європа/Африка; тверде (з) | ▼2–3; 5–7 квітня 2013; Megaron Tennis Club, Дніпро, Україна; друге коло зони Європа/Африка; тверде (з) | ▼2–3; 5–7 квітня 2013; Megaron Tennis Club, Дніпро, Україна; друге коло зони Європа/Африка; тверде (з) | ▼2–3; 5–7 квітня 2013; Megaron Tennis Club, Дніпро, Україна; друге коло зони Європа/Африка; тверде (з) | ▼2–3; 5–7 квітня 2013; Megaron Tennis Club, Дніпро, Україна; друге коло зони Європа/Африка; тверде (з) |
| --- | --- | --- | --- | --- | --- | --- |
| Поразка | 1 | I | Одиночний розряд                                                                                       | Збірна України з тенісу в Кубку Девіса                                                                 | Олександр Долгополов                                                                                   | 2–6, 0–6, 6–7(5–7)                                                                                     |
| Поразка | 2 | V | Одиночний розряд                                                                                       | Збірна України з тенісу в Кубку Девіса                                                                 | Сергій Стаховський                                                                                     | 2–6, 3–6, 5–7                                                                                          |
| ▼2–3; 13–15 вересня 2013; Aegon Arena, Братислава, Словаччина; перше коло плей-оф на вибуття зони Європа/Африка; тверде (з) | | | | | | |
| Поразка | 3 | I | Одиночний розряд                                                                                       | Словаччина                                                                                             | Андрей Мартін                                                                                          | 2–6, 3–6, 4–6                                                                                          |
| Поразка | 4 | V | Одиночний розряд                                                                                       | Словаччина                                                                                             | Лукаш Лацко                                                                                            | 2–6, 3–6, 3–6                                                                                          |
| ▼1–3; 12–14 вересня 2014; Arenele BNR, Бухарест, Румунія; перше коло плей-оф на вибуття зони Європа/Африка; ґрунт           | | | | | | |
| Поразка | 5 | III | Парний розряд (з Юганом Брунстремом)                                                                   | Румунія                                                                                                | Флорін Мерджа / Горія Текеу                                                                            | 6–7(2–7), 6–7(5–7), 3–6                                                                                |
| ▼0–5; 4–6 березня 2016; Kazan Tennis Academy, Казань, Росія; перше коло зони Європа/Африка; тверде (з)                      | | | | | | |
| Поразка | 6 | I | Одиночний розряд                                                                                       | Росія                                                                                                  | Андрій Кузнєцов                                                                                        | 6–4, 1–6, 1–6, 4–6                                                                                     |
| Поразка | 7 | IV | Одиночний розряд (Матч без турнірного значення)                                                        | Росія                                                                                                  | Теймураз Габашвілі                                                                                     | 4–6, 0–6                                                                                               |
| ▼0–5; 16–18 вересня 2016; Båstad tennisstadion, Бостад, Швеція; перше коло плей-оф на вибуття зони Європа/Африка; ґрунт     | | | | | | |
| Поразка | 8 | III | Парний розряд (з Фредом Сімондссоном)                                                                  | Нідерланди                                                                                             | Робін Гаасе / Жан-Жульєн Роєр                                                                          | 5–7, 2–6, 3–6                                                                                          |
| Поразка | 9 | IV | Одиночний розряд (Матч без турнірного значення)                                                        | Нідерланди                                                                                             | Робін Гаасе                                                                                            | 2–6, 4–6                                                                                               |
| ▼1–3; 28–30 жовтня 2016; Canada Stadium, Рамат-га-Шарон, Ізраїль; друге коло плей-оф на вибуття зони Європа/Африка; тверде  | | | | | | |
| Поразка | 10 | III | Парний розряд (з Юганом Брунстремом)                                                                   | Ізраїль                                                                                                | Джонатан Ерліх / Дуді Села                                                                             | 4–6, 6–7(5–7), 6–4, 1–6                                                                                |
| Перемога | 11 | IV | Одиночний розряд (Матч без турнірного значення)                                                        | Ізраїль                                                                                                | Едан Лешем                                                                                             | 5–7, 6–3, 6–2                                                                                          |
| ▲3–2; 3–5 лютого 2017; Туніс (місто), Туніс; перше коло зони Європа/Африка; тверде                                          | | | | | | |
| Поразка | 12 | I | Одиночний розряд                                                                                       | Туніс                                                                                                  | Малік Джазірі                                                                                          | 4–6, 5–7, 2–6                                                                                          |
| Перемога | 13 | V | Одиночний розряд                                                                                       | Туніс                                                                                                  | Азіз Дугаз                                                                                             | 6–7(7–9), 6–2, 6–1, 3–6, 6–3                                                                           |